# Нове Шпакі
Нове Шпакі (пол. Nowe Szpaki) — село в Польщі, у гміні Стара Корниця Лосицького повіту Мазовецького воєводства.
Населення — 426 осіб (2011).
У 1975-1998 роках село належало до Білопідляського воєводства.

## Демографія
Демографічна структура станом на 31 березня 2011 року:
|          | Загалом | Допрацездатний вік | Працездатний вік | Постпрацездатний вік |
| -------- | ------- | ------------------ | ---------------- | -------------------- |
| Чоловіки | 223     | 67                 | 132              | 24                   |
| Жінки    | 203     | 42                 | 116              | 45                   |
| Разом    | 426     | 109                | 248              | 69                   |